# Johannes Rechenberger
Johannes Emil Arthur Rechenberger (* 23. April 1909 in Annaberg/Sa.; † 8. Juli 1982 in Magdeburg) war ein deutscher Mediziner und Hochschullehrer für Innere Medizin. Er war Direktor der Medizinischen Akademie Magdeburg.

## Leben und Wirken
Johannes Rechenberger stammte aus dem sächsischen Erzgebirge und war der Sohn des Lehrers Arthur Rechenberger. Er studierte nach dem Schulbesuch Humanmedizin an den Universitäten Leipzig, Graz, Kiel und legte an der Universität Jena 1934 das Staatsexamen ab und erhielt 1935 die Approbation. Anschließend war er bis 1937 wissenschaftlicher Assistent und promovierte zum Dr. med. Das Thema seiner Dissertation lautete Der Blutfarbstoffwechsel vor und nach Schilddrüsenexstirpation. Danach war er am Physiologisch-Chemischen Institut in Jena tätig und wurde nach Kriegsende 1945 Abteilungsleiter im Landesgesundheitsamt Thüringen. 1946 übernahm er eine Arztstelle an der Medizinischen Klinik der Städtischen Krankenanstalten Erfurt. Als Oberarzt ging er 1950 an die Medizinische Universitätsklinik nach Leipzig. An der dortigen Universität habilitierte er 1952 und wurde Dozent und 1956 Professor mit Lehrauftrag. 1959 erfolgte seine Berufung zum Professor für Innere Medizin an der Medizinische Akademie in Magdeburg. 1974 wurde er emeritiert.

## Schriften (Auswahl)
- Der Blutfarbstoffwechsel vor und nach Schilddrüsenexstirpation. Eisfeld i. Thür. 1937.
- (mit E. Schairer): Über den Eisengehalt der Lunge bei Stauung. In: Zeitschrift für die gesamte experimentelle Medizin, 1943, S. 559–578.
- Über den Nachweis von Nucleinsäuren in den Bluteiweißkörpern. In: Naturwissenschaften 44 (1957), S. 494–495.
- Erkrankungen des Stoffwechsels. In: August Sundermann (Hrsg.): Lehrbuch der Inneren Medizin, Bd. 2, 1965, S. 595–677.
- (mit Gerd Kröning): Lipiduntersuchungen bei Myokardinfarkt, Angina pectoris und Arteriosclerosis obliterans. In: Zeitschrift für die gesamte innere Medizin 28 (1973), S. 728–733.